# Черняков Марк Володимирович
Черняков Марко Володимирович (*1912 — †1983) — літературознавець, коло інтересів якого охоплювало російську радянську поезію 20-х—30-х років.
Марко Черняков — учень академіка О. І. Білецького, на початку 30-х, коли йому надали кімнату «під творчу майстерню» в квартирі № 57 будинку «Слово», був доцентом вузу. Імовірно — Харківського університету.
Черняков — автор робіт про творчість М. Горького, В. Маяковського, М. Тіхонова, Е. Багрицького, В. Луговського та інших. Кілька десятиліть вивчав питання історії російської радянської поезії 20—30 років.